# Lü Gengsong
Lü Gengsong (chinesisch 吕耿松, Pinyin Lǚ Gěngsōng), (* 7. Januar 1956 in Hangzhou) ist ein chinesischer Bürgerrechtler und regimekritischer Schriftsteller.
Lü ist Mitglied der verbotenen Demokratischen Partei Chinas. In seinen Artikeln mahnt Lü politische Reformen an und thematisiert Korruption in der Kommunistischen Partei Chinas. Sein bekanntestes Buch, Eine Geschichte der korrupten Parteifunktionäre der Kommunistischen Partei Chinas, erschien in Hong Kong im Jahr 2000.
Die Festnahme Lüs am 24. August 2007 erfolgte aufgrund von „Angriffen auf die Kommunistische Partei“ in dessen Artikeln. Der Verhaftung war die Enthüllung der Einweisung des kritischen Internetautors He Weihua in eine psychiatrische Anstalt vorausgegangen. In einer Petition setzten sich etwa 180 Intellektuelle, Aktivisten und Schriftsteller für die Freilassung Lüs ein.
Fünf Wochen nach seiner Festnahme wurde Lü am 29. September 2007 auch formell verhaftet. Die Polizei der ostchinesischen Stadt Hangzhou nannte als Haftgrund die „Anstiftung zur Untergrabung der Staatsgewalt“. Die Vermutungen, dass dem Bürgerrechtler der Prozess gemacht wird, wurden dadurch verstärkt. Am 5. Februar 2008 wurde Lü zu vier Jahren Haft verurteilt.
Im September 2014 wurde Lü erneut verhaftet, wiederum unter dem Vorwurf der Untergrabung der Staatsgewalt. Bei seinem Prozess im September 2015 vor einem Gericht in Hangzhou nahm die Staatsanwaltschaft Bezug auf Artikel, die er außerhalb Chinas veröffentlicht habe; Aktivist Chen Shuqing, der im gleichen Verfahren vor Gericht stand, wurde ebenfalls solcher Veröffentlichungen bezichtigt. Am 17. Juni 2016 wurde Lü zu elf Jahren Haft verurteilt; Chen erhielt zehn Jahre und sechs Monate.

## Schriften
- „Zhongguo heishehui xianzhuang fenxi“ (Eine Analyse des Status quo von mafiaähnlichen Syndikaten in China). In: Yangcheng wanbao (Yangchenger Abendzeitung), 2001.